# Bohuslän Big Band
Bohuslän Big Band är ett helprofessionellt storband i Göteborg. Sedan 2004 är bandets huvudman Vara konserthus som finansieras av Västra Götalandsregionen. Bandets repertoar består av musik av artister som: Duke Ellington, Frank Zappa, James Brown, Bob Mintzer, Steely Dan, Lars Jansson, Maria Schneider och George Gershwin. 
Bandet var ursprungligen en militärorkester som 1956 började spela storbandsjazz.
Även om det mesta av turnerandet sker i runt om i Sverige så beger sig bandet även ut på längre resor. Som första svenska storband gav sig Bohuslän Big Band ut på en turné till Japan och Kina 2001, bandet återvände även till Japan 2003 och 2008. Andra turnéer har gått till England, Skottland, Danmark, Tyskland, Egypten, Israel på Jerusalem Jazz Festival, och till Washington DC för spelningar på House of Sweden och Kennedy Center.

## Några medlemmar i bandet
- Joakim Rolandsson
- Martin Svanström
- Linus Lindblom
- Mikael Karlsson
- Alberto Pinton
- Lennart Grahn
- Samuel Olsson
- Jan Eliasson
- Niclas Rydh
- Christer Olofsson
- Hanne Småvik
- Ingrid Utne
- Göran Kroon
- Tidigare Medlemmar:
- Erik Norström
- Janne Forslund
- Bengt-Åke Andersson
- Hildegunn Öiseth
- Yasuhito Mori
- Ove Ingemarsson
- Björn Samuelsson
- Ralph Soovik

## Diskografi
- The World's A Stage
- The Soul of Christmas (med Samuel Ljungblahd)
- Vår Underbara Värld (med Per Umaerus & Henrik Wallgren)
- Portrait of Bohuslän Big Band (med Jan Levander)
- Determination (med Kathrine Windfeld)
- Chasin´the bird - A tribute to Charlie Parker

- Up & Coming Talents
- Jazzparaden
- Up & Coming Talents 2019
- Brinner upp i natten (med SOLALA)
- Poems for Orchestra (med Anders Jormin, Lena Willemark & Karin Nakagawa)
- Harvest med (Malin Wättring 4)
- FRANKLY - A tribute to Frank Sinatra (med Erik Gullbransson & Wermland Opera)
- Sisters of Invention & Bohuslän Big Band
- Pegasus (med Ale Möller)
- Don´t fence me in - The music of Cole Porter (med Nils Landgren och Colin Towns)
- Doremi SaFaRi
- Good time christmas
- Letter to Billie (med Jaqee)
- Swallow Songs (med Steve Swallow)
- Fyra kungar & en dam
- Temenos (med Lars Jansson)
- Magic Night (med Katrine Madsen)
- BBB Plays Zappa
- Ramel, Ramel, Ramel (med Monica Borrfors och Claes Janson)
- Porgy & Bess med (Lew Soloff & Adam Nussbaum)
- Faces
- One Poem, One Painting (med Lars Jansson)
- The Blue Pearl (med Lars Jansson)
- A Perfect Match (med The Real Thing)
- Pegasos (med Jukka Linkola)
- West Wind

## I media
- En artikel i Smålandsposten 24 februari 2011